# ساروپلیتس
ساروپلیتس (نام علمی: Sauroplites) نام یک سرده از راسته پرنده‌کفلان است.